# راسم فخري
راسم فخري (مواليد 1949)، مطرب ليبي برز فى الساحة الغنائية الليبية منذ ستينيات القرن الماضي، فى رصيده الفنى عديد الأغانى والتى مازالت حاضرة فى وجدان المواطن الليبي أبرزها (أصل الغية) و(ما حيراش القلب) رغم مرور أكثر من نصف قرن على صدورهما.

## حياته
وُلِد راسم محمد فرنكه في مدينة طرابلس عام 1949. أظهر ولعاً بالغناء في صغره. تلقى تعليمه بمدرسة طرابلس الإعدادية بشارع المأمون، ثم انتقل إلى مدرسة طرابلس الثانوية بشارع النصر، حيث انضم للفرقة الموسيقية المدرسية. في عام 1968 شارك في برنامج "ركن الهواة" الإذاعي الذي أشرف عليه الموسيقار كاظم نديم. في يوليو 1968 شارك ضمن وفد ليبي في المهرجان المدرسي الرياضي الثقافي بالجزائر (على مستوى المغرب العربي)، وقدم حفلات في مدن جزائرية مع الفنان لطفي العارف. ثم انضم للفرقة الإذاعية الموسيقية التي كانت تضم مجموعة من المطربين الليبيين برئاسة الموسيقار حسن عريبي. ساهم في إعادة تسجيل نوبات المألوف والموشحات، وتعاون مع شعراء غنائيين منهم مسعود القبلاوي وأحمد النويري وعمر المزوغي. رشحه كاظم نديم وحسن عريبي للمشاركة في حفل ساهر بمسرح الغزالة، حيث قدم أغنية من كلمات وألحان نديم. بعد تقييم لجنة ضمت محمد مرشان وعطية محمد وحسن عريبي، تم اعتماده كمطرب رسمي. توالت أعماله بعد ذلك في مسيرة فنية امتدت قرابة 60 عاماً.

## ما حيراش القلب باكورة أعماله
قدم للجمهور أول أعماله وهي أغنية «ما حيراش القلب» التي كتبها الشاعر أحمد النويري عام 1963، ثم قدمها للموسيقار حسن عريبي الذي لحنها. وبعد مرور خمس سنوات وتحديدا عام 1968، استدعاه الموسيقار حسن عريبي لأدائها وغير اسمه إلى راسم فخري، حيث راجت في تلك الحقبة الأسماء الفنية لاعتبارات اجتماعية عدة، ولازمه هذا الاسم حتى الآن. تم تسجيل الأغنية بقاعة التلفزيون الليبي على الهواء مباشرة يوم 19 يناير 1969 تحت إشراف المخرج حسن التركي، ولاقت نجاحا منقطع النظير من أول يوم إذيعت فيه ولا تزال من أهم الأغاني في المكتبة الغنائية الليبية.

## أهم أعماله
ما حيراش القلب
أصل الغيا
والله فرحنا وغنينا
تلقوها شهادة
زي الورد
مالك ومال الحُب
رديلي قلبي
كان الجفا يرضيك 
التقينا
في ظلال الحُب
ملحمة السلسبيل
الليل يا ليلي لفى
بالصحة لازم تهتم
بحار
يا خالق الكون - ابتهال دينى